# Annamaria Marasi
Annamaria Marasi (Parma, 14 agosto 1969) è una dirigente sportiva ed ex pallavolista italiana, di ruolo palleggiatrice.

## Biografia
Nasce da mamma Carla, parrucchiera, e papà Bruno, agente di commercio per una società petrolifera. 

## Carriera

### Giocatrice

#### Club

Marasi al Modena nella stagione 1989-90

Da sinistra, in primo piano: Marasi, con le compagne di squadra Gavio e Phipps, festeggia il terzo scudetto consecutivo del Matera al termine del campionato 1993-94.

Inizia a giocare a pallavolo all'età di undici anni, debuttando poi nelle giovanili del Cervo Collecchio. A sedici anni debutta in Serie A1 (vincendo subito il Campionato juniores) nel San Lazzaro, nella stagione 1985-86.
Prosegue la sua carriera sempre in Serie A1, raggiungendo l'apice nelle file del Matera. Qui vince 4 scudetti di fila dalla stagione 1991-92 a quella 1994-95, 3 volte la Coppa Italia (1992-93, 1993-94, 1994-95) e si aggiudica la Coppa dei Campioni 1992-1993 battendo in finale le connazionali dell'Olimpia Ravenna. Al suo ultimo anno con la maglia materana bissa il successo europeo in Coppa dei Campioni, battendo in finale le russe dell'Uraločka, vincitrici delle due precedenti edizioni.
Nella stagione 1996-97 si prende una pausa di un anno, dovuta alla nascita del figlio.
L'anno successivo si trasferisce a Roma, nella Canottieri Aniene, dove chiuderà una prima volta la carriera, a soli trent'anni, nella stagione 1998-99. Nel gennaio 2004 decide di tornare in campo con la maglia del Modena, dove rimane fino al termine della stagione.

#### Nazionale
È stata per anni membro della nazionale e capitano della stessa fino al 1995. In maglia azzurra, con cui ha totalizzando 131 presenze, ha vinto l'oro ai XI Giochi del Mediterraneo disputatisi ad Atene nel 1991, concedendo il bis dopo soli dieci giorni all'Universiade; ha inoltre partecipato al Campionato europeo 1991 in Italia e a quello del 1993 in Repubblica Ceca, classificandosi al quarto posto in entrambe le occasioni.
Nel 1994 l'allenatore Marco Aurelio Motta la convoca per il Campionato mondiale, giocatosi in Brasile e vinto da Cuba. In questa occasione Marasi sale alla ribalta internazionale, nonostante le tre sconfitte delle azzurre, grazie al titolo di "Giocatrice più bella del torneo" datole dal quotidiano brasiliano O Dia; nell'occasione il quotidiano italiano la Repubblica scrisse così di lei:
(la Repubblica, 25 ottobre 1994)

### Dopo il ritiro
Dopo il ritiro dall'attività agonistica, Marasi ha continuato a far parte del mondo della pallavolo e dello sport italiano in generale. Infatti dal 2009 fa parte, insieme ad altri dieci atleti, della Commissione Nazionale Atleti e del Consiglio Nazionale del CONI. Partecipa a molte campagne di solidarietà, soprattutto a favore dei bambini più bisognosi e dei giovani.

## Palmarès

### Club
- Campionato italiano: 4

1991-92, 1992-93, 1993-94, 1994-95
- Coppa Italia: 5

1989-90, 1991-92, 1992-93, 1993-94, 1994-95
- Coppa dei Campioni: 2

1992-93, 1995-96
- Supercoppa europea: 1

1993
- Coppa CEV: 3

1988-89, 1990-91, 1991-92

### Nazionale (competizioni minori)
- Giochi del Mediterraneo: 1

1991
- Universiade: 1

1991